# Épithélium olfactif

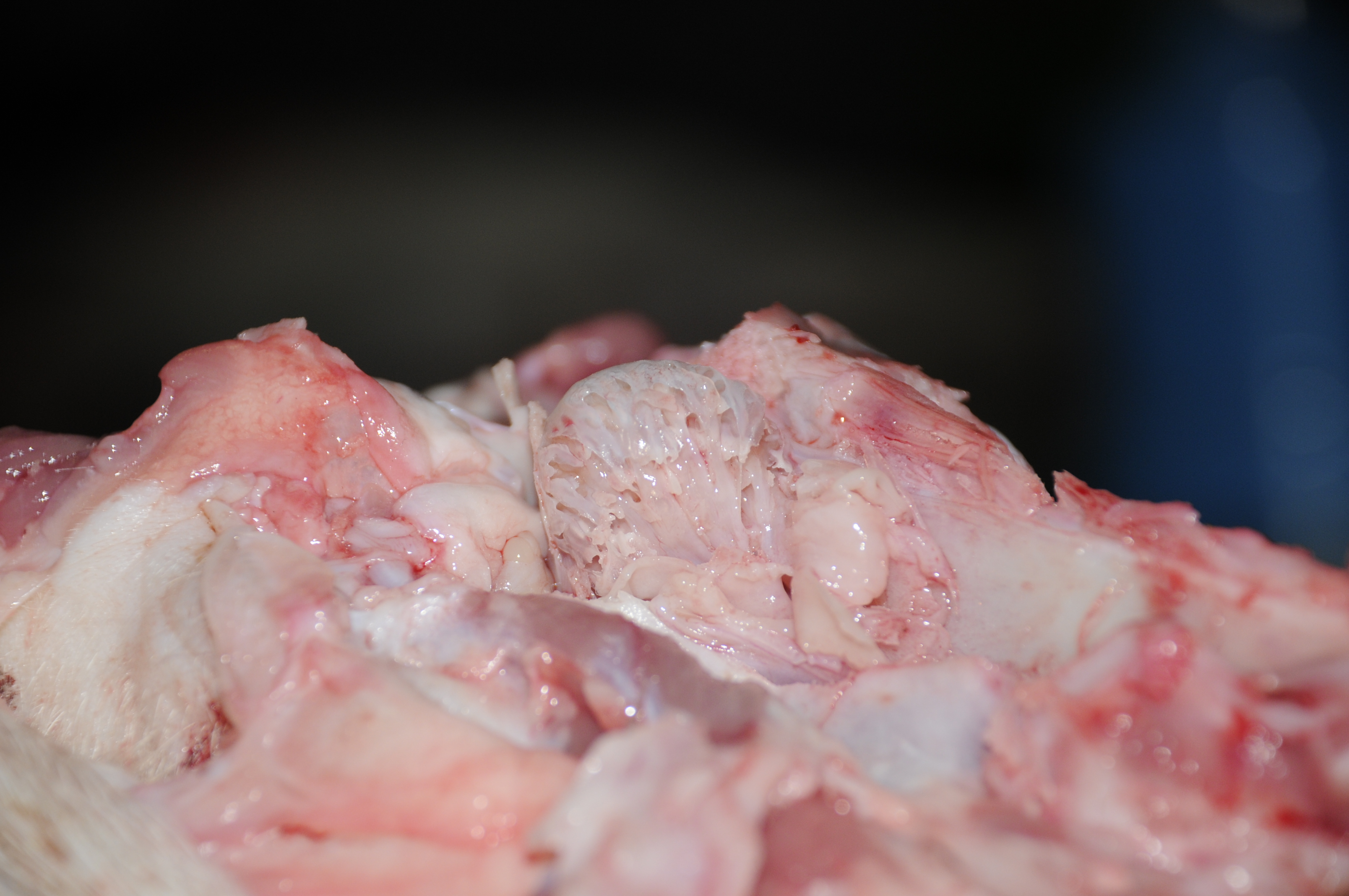
Épithélium olfactif de porc

L'épithélium olfactif est une muqueuse de la cavité nasale dont la fonction principale est la détection des molécules odorantes véhiculées par le milieu environnant l'individu (l'air ou l'eau). Il est à différencier de l'épithélium respiratoire qui recouvre le reste de la cavité nasale. Chez l'homme, il occupe une petite surface diffuse au sommet de la cavité nasale, d'environ 2 cm2, soit moins de 8 % de la surface. Seulement 5 à 10 % de l'air inhalé atteint cet épithélium. Chez d'autres espèces comme le rat, qui a un sens de l'odorat beaucoup plus développé, la surface de cet épithélium est plus étendue et occupe la moitié de la cavité nasale.
Cet épithélium est dit pseudo-stratifié car bien que présentant une seule couche de cellules, ses noyaux cellulaires se regroupent à différents niveaux, donnant l'impression de plusieurs couches cellulaires. Il est constitué de quatre types cellulaires :
- les cellules réceptrices olfactives, véritables neurones dont les projections remontent jusqu'au bulbe olfactif ;
- les cellules de soutien, qui ont un rôle de support et de protection et qui sécrètent une partie du mucus olfactif ;
- les cellules basales, qui ont la propriété de se différencier en nouvelles cellules réceptrices au cours de la vie ;
- les cellules glandulaires, sécrétant le mucus, qui se rassemblent dans une structure appelée glande de Bowman.

L'épithélium olfactif est donc un organe de la perception sensorielle qui élabore le message sensoriel olfactif pour le transmettre ensuite vers le système nerveux central. Il a pour rôle de capter un message de nature chimique (les odeurs), de le coder et de le transduire en un message de nature électrique (potentiels d'action), perceptible et intelligible par le système nerveux central.

## Organisation anatomique

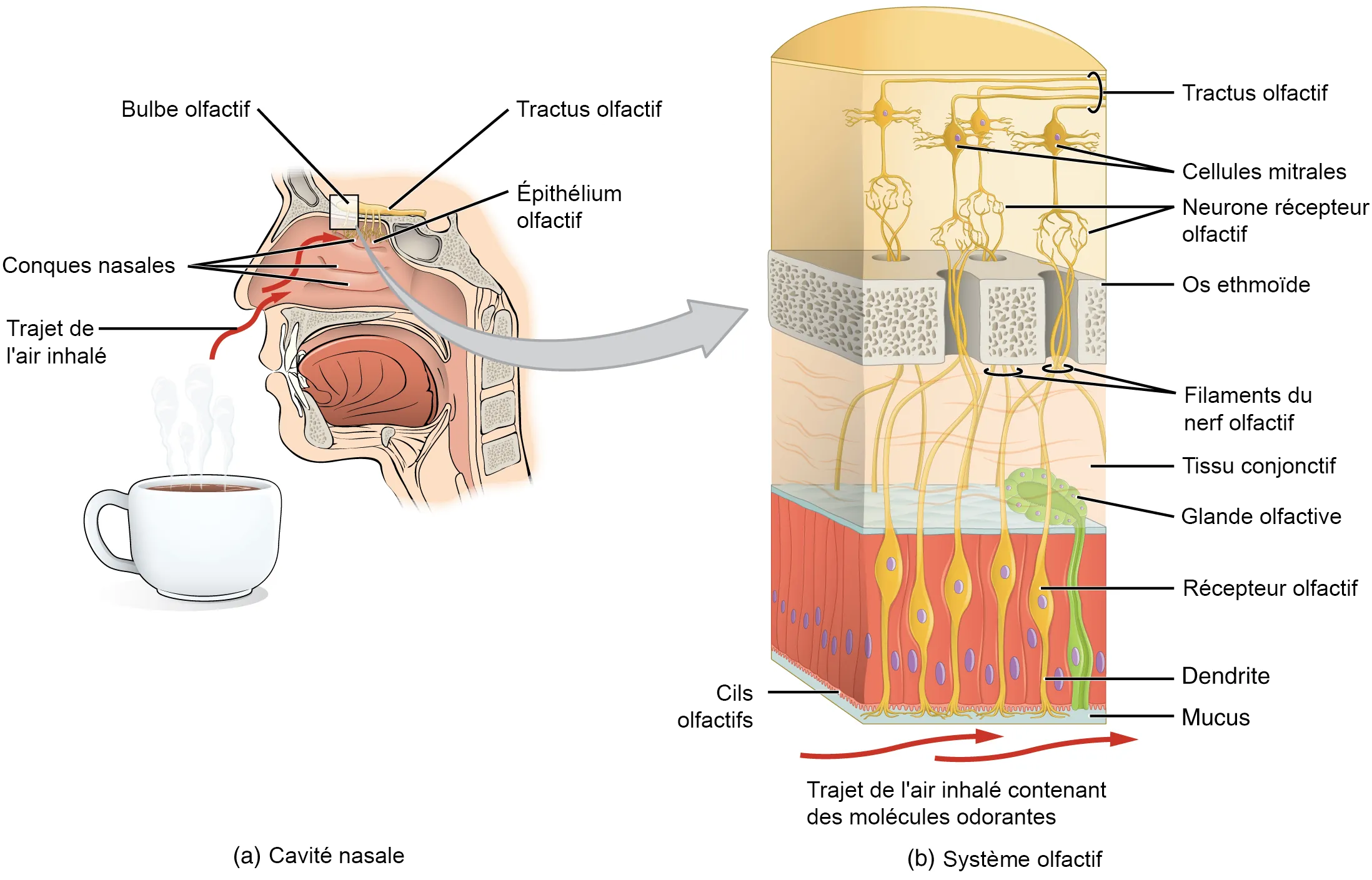
Système olfactif

### Neurones récepteurs
Les neurones récepteurs olfactifs (NRO) sont les cellules centrales de l'épithélium olfactif dans la mesure où ils sont responsables de la transduction de l'information olfactive perçue dans l'environnement vers le cerveau.
Les NRO sont des neurones bipolaires. Ils présentent un premier pôle appelé apical, orienté vers la cavité nasale, et un second pôle appelé basal, orienté vers la partie profonde de l'épithélium.
Les NRO présentent, au pôle apical, une ramification dendritique unique.  À son extrémité, la dendrite apicale présente un renflement appelé bouton olfactif. Le bouton olfactif se prolonge ensuite par un certain nombre de ramifications, des microvillosités, plus petites et multiples, appelées cils olfactifs. C'est à la surface des cils olfactifs que sont exprimés les récepteurs olfactifs.
Le NRO présente un corps cellulaire situé dans le premier tiers de la muqueuse.
Au niveau du pôle basal, les NRO émettent un axone permettant de communiquer avec le bulbe olfactif chez les Vertébrés vivant en milieu aérien.
Les axones quittent l'épithélium olfactif en traversant la lame basale et se regroupent en faisceaux qui sont entourés par de cellules gliales engainantes spécialisées (Olfactory Ensheating Cells en anglais).

### Cellules de soutien
L'épithélium olfactif et les NRO sont soumis en permanence aux agressions en provenance du milieu extérieur (polluants, allergènes, etc.). Les cellules de soutien ont un rôle protecteur pour les NRO, elles dégradent un grand nombre des composés nocifs.

### Cellules basales
L'épithélium olfactif est une des rares régions du système nerveux à présenter une neurogenèse à l'âge adulte.
Il existe, au niveau basal de l'épithélium olfactif, un réservoir de cellules souches (des précurseurs neuronaux) qui se divisent en permanence et permettent le renouvellement des NRO lorsque ceux-ci meurent. Chez le rongeur, l'épithélium olfactif est entièrement renouvelé toutes les 6 à 8 semaines. On appelle ce phénomène l'homéostasie neuronale olfactive.

### Cellules glandulaires
Elles sont présentes dans la muqueuse et dans la sous-muqueuse et sécrètent le mucus tapissant l'épithélium olfactif. Ces cellules sont organisées en glandes appelées glandes de Bowman ; ces glandes se répartissent dans toute la muqueuse olfactive (dans le chorion). Le mucus qu'elles sécrètent permet de contrôler le milieu ionique des cellules. Il est principalement constitué de mucopolysaccharides, de protéines diverses et de sels. Il contient de nombreuses enzymes de dégradation et des protéines de liaison (exemple : albumine). Il contient également un certain nombre d'immunoglobulines destinées à piéger les antigènes susceptibles d'agresser les NRO.

## Rôle et fonction
L'épithélium olfactif est la première structure de traitement des informations olfactives. Chaque cellule réceptrice olfactive ne code qu’un seul type de récepteur olfactif, qui ne détectera qu'un ensemble de molécules chimiques défini. Pour augmenter les capacités de détection dans l'air, de nombreuses cellules codant le même récepteur sont présentes et réparties de manière aléatoire dans l'épithélium. L'organisation générale de l'épithélium olfactif du rat est identique à celle de son bulbe olfactif.
Ce système sensoriel de l'olfaction est directement lié au cerveau. Cela implique une protection très forte des neurones qui sont susceptibles d'entrer en contact avec de nombreuses molécules délétères, poussières, bactéries et virus. Cette protection épithéliale est triple :
- barrière physique : épithélium à jonction serrée avec transporteur à efflux ;
- barrière enzymatique : le mucus sécrété a une très forte activité de dégradation et de métabolisation ;
- barrière temporelle : les cellules de l'épithélium nasal sont ciliées et évacuent continuellement le mucus (vers l'œsophage).

## Utilisation
Le système olfactif est le seul système sensoriel chez l'humain à relier directement le milieu extérieur au cerveau. Cet épithélium est donc un point d'accès potentiel vers le système nerveux central. L'administration de composés par voie intranasale permet de contourner la barrière hémato-encéphalique et d'atteindre rapidement le cerveau. Certains virus, comme celui de la rage, empruntent également les nerfs olfactifs pour attaquer l'organisme.
Il existe également un intérêt croissant pour l'épithélium olfactif car il présente une population de cellules gliales appelées les Olfactory Ensheating Cells ou OEC (cellules engainantes olfactives, en français). Ces cellules sont responsables du maintien de la voie des nerfs olfactifs à travers l'épithélium, la lame basale et la barrière hémato-encéphalique et maintiennent cette voie ouverte même lorsque les neurones dégénèrent et que de nouvelles cellules réceptrices repoussent au même emplacement. Cette propriété exceptionnelle en fait des candidats idéaux dans les expérimentations de régénération nerveuse, notamment après une lésion à la moelle épinière. Lorsqu'ils sont injectés ils pourraient permettre de garder le trajet des nerfs ouvert, qui sinon se referme par réaction astrocytaire, permettant aux nerfs de repousser dans la lésion.